# Młynek (maszyna rolnicza)

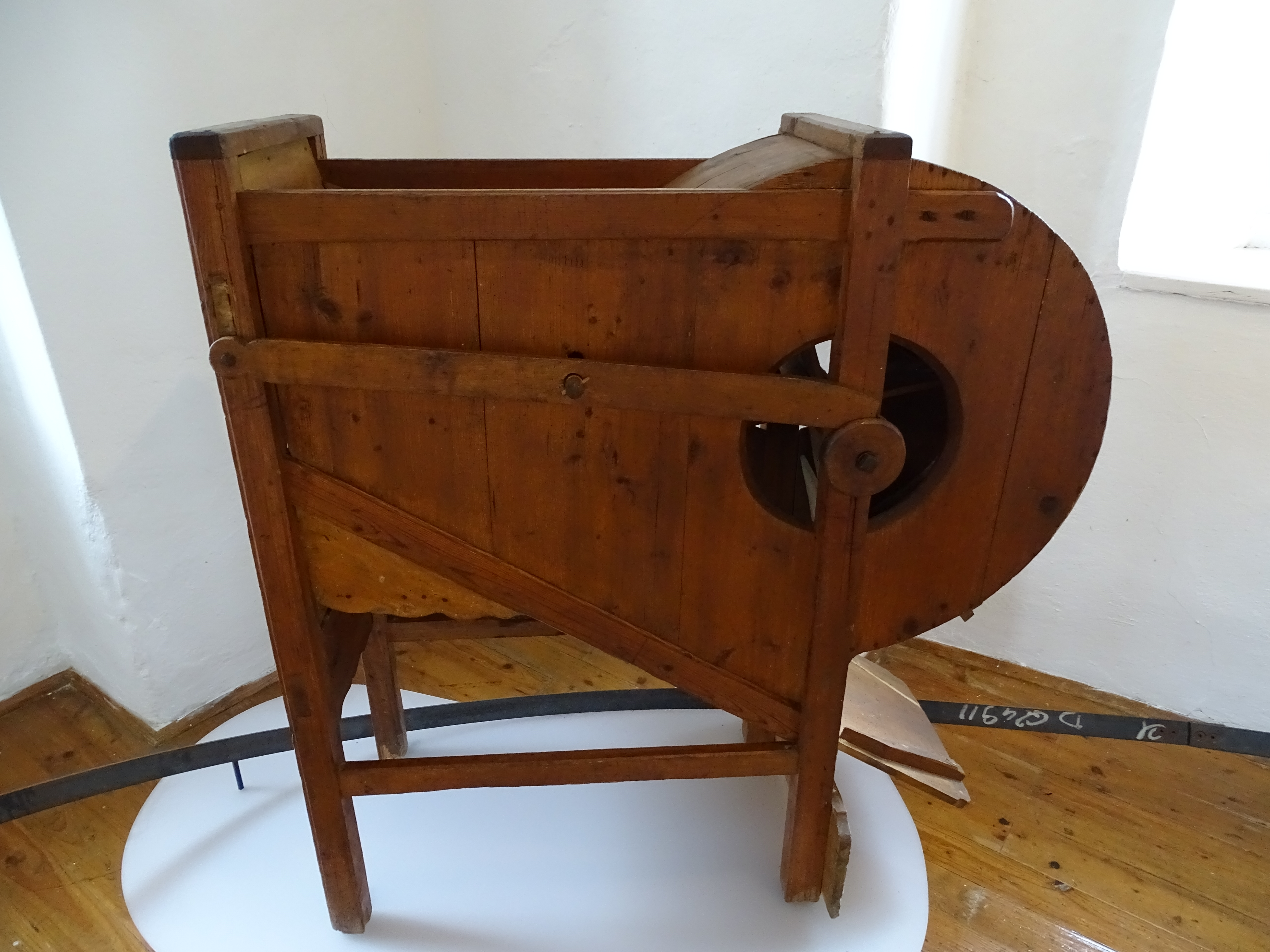
Młynek

Młynek – maszyna do rozdzielania i czyszczenia ziarna. Oddziela ziarno od zanieczyszczeń na zasadzie różnic w unoszeniu przez prąd powietrza cząstek o różnym ciężarze i wielkości. 

## Działanie
Czyszczony materiał wypada z kosza zasypowego przez regulowaną szczelinę. Strumień powietrza wytworzony przez poziomy wentylator przedmuchuje opadający materiał i unosi go na różne odległości od szczeliny. Poszczególne frakcje wpadają do przegród. Zanieczyszczenia lekkie są wywiewane na zewnątrz maszyny, ziarna poślednie wpadają ostatniej przegrody. Większość modeli młynków jest wyposażonych w nachylone ku tyłowi dolne sito, na które spada najcięższa frakcja zawierająca ziarno pełnowartościowe i cięższe zanieczyszczenia. Sito oddziela ziarno od drobniejszych zanieczyszczeń. 
Ziarno celne uzyskane z młynka jest bardziej jednolite niż ziarno uzyskane z wialni, jednakże do siewu może nie nadawać się, gdy może być zanieczyszczone nasionami chwastów. 
W Polsce stosowane były napędzane ręcznie młynki MŁ-1A o wydajności ok. 8,5q/h. 
Rozbudowanymi maszynami do czyszczenia ziarna są wialnie i czyszczalnie.